# Karin Värmefjord
Karin Irene Värmefjord Brännström, född 2 augusti 1944 i Hållnäs, död 10 januari 1989 i Ludvika, var Sveriges första kvinnliga polismästare. Hon fick sin jur.kand. i Stockholm 1971. Hon förordnades som polisintendent vid polismyndigheten i Ludvika 1975–1978 och blev senare polisintendent vid polismyndigheten i Karlskoga 1978–1981. Hon fick sin utnämning som polismästare 1981 vid polismyndigheten i Ludvika. Värmefjord är gravsatt på Arvika kyrkogård.